# Edmond de Man
Edmond Désiré Théodore de Man (Brugge, 11 juli 1803 - 13 december 1868) was lid van het Belgisch Nationaal Congres.

## Levensloop
De Man behoorde tot een notabele familie afkomstig uit Veurne. Zijn ouders waren Jacques Ferdinand de Man (Veurne 1769 - Brugge 1825) en Isabelle de Moucheron (Veurne 1776 - Brugge 1815). Zijn zus Marie-Thérèse de Man (1802-1883) trouwde met Marie Jean Visart de Bocarmé (1794-1855), burgemeester van Sint-Kruis en vader van (onder meer) de burgemeester van Brugge Amedée Visart de Bocarmé. Hun vader Jacques Ferdinand hertrouwde in 1816 met Anne van Outryve d'Ydewalle, dochter van Emmanuel-Louis van Outryve d'Ydewalle.
Edmond de Man trouwde met Euphrasie de Serret (Brugge 1806-1827), dochter van François de Serret en hertrouwde in 1832 met Marie-Prudence van Caloen (1805-1869). Hij had een dochter uit het eerste huwelijk, Leonie de Man (1826-1888), die trouwde met Auguste de Laage de Bellefaye, en twee dochters en een zoon uit het tweede: Victorine de Man (°1833) die kloosterzuster werd, Alfred de Man (1834-1922) die zich permanent in Varsenare vestigde met zijn echtgenote Leonie van Caloen de Basseghem (1839-1922) (ze hadden 9 kinderen die echter zonder verder nageslacht bleven) en Delphine de Man (1836-1894). Edmond de Man vestigde zich in een zomerverblijf in Varsenare (kasteel De Blauwe Torre), met een winterverblijf in Brugge (Hoogstraat, thans 28 en vervolgens Hoogstraat thans 6, eigendom van de familie Van Outryve d'Ydewalle).
Na in het Nationaal Congres te hebben gezeteld, hernam De Man zijn rustig renteniersleven en hertrouwde. 
Onder het ancien régime was in 1782 een riddertitel verleend aan de vader van Edmond de Man. Hij werd onder het Verenigd Koninkrijk der Nederlanden niet opnieuw in de adelstand opgenomen, zodat het uit gewoonte was dat men Edmond met een riddertitel eerde.

## Nationaal Congres
Edmond de Man was doctor in de rechten van de Universiteit van Luik. In 1830 werd hij door de kiezers van het arrondissement Veurne verkozen voor het Nationaal Congres, samen met zijn schoonvader de Serret, die echter weigerde zitting te nemen en vervangen werd door Olivier Roels.
De Man nam het woord niet tijdens de openbare zittingen maar was regelmatig aanwezig bij de stemmingen. Hij stemde met de kleine minderheid van orangisten tegen de eeuwigdurende uitsluiting van de Nassaus. Voor de andere belangrijke stemmingen, stemde hij meestal zoals de meerderheid: voor de onafhankelijkheid, voor regent Surlet de Chokier, voor Leopold van Saksen Coburg en voor de aanvaarding van de XVIII artikelen. Bij de eerste stemming voor een nieuw staatshoofd, op 24 februari 1831, stemde hij voor hertog August van Leuchtenberg, wat betekent dat hij geen zin had om te veel bij Frankrijk aan te leunen.